# M6 (天体)
M6 (NGC 6405) は、さそり座にある散開星団。

## 概要
明るい星がまばらに存在する星団で、羽を広げた蝶に似ていることから「バタフライ星団」 (Butterfly Cluster) という名前もある。明るい星の色は白か黄色である。明るく鮮やかな橙色の星が1個あるが、これは半規則型変光星のさそり座BM星で、約850日かけて5.5等から7等まで明るさを変える。極大光度の時の理想的条件で、肉眼でM6と分離して見ることができる。
南方の空の暗い場所では、満月の明かりの下でさえ肉眼で煙のように見える。肉眼でも数個の星がわかれ、観測ではあまり倍率を上げない方が良い。口径5cm程度の望遠鏡、或いは双眼鏡で十分である。M7の近くにあり、双眼鏡では同視野に入る。口径10cmの望遠鏡では、視野型の接眼レンズで低倍率で見ると全体を一辺に見ることができ、素晴らしい眺めになる。口径20cmの望遠鏡では背後にある微星が見えてくる。形は、「蝶」「大の字」「あかとんぼ」にたとえられる。形を蝶にたとえる人は、3～4個連なった星が蝶の2つの触角であるとしている。これは右の写真でも写真の右上に確認することができる。蝶と言ってもアゲハチョウのような形ではなく、蛾のような形が想定されていて、右の写真では右上が頭で左下まで胴体が続いており、そこから左右に羽がついている形となっている。

## 観測の歴史
イタリアの天文学者ジョヴァンニ・バッティスタ・オディエルナは、1654年以前に初めてこの天体の記録を残したが、それが世に知られたのは1980年代になってからである。1745年から1746年にかけて、ジャン＝フィリップ・ロワ・ド・シェゾーが独立して再発見し、「ここに非常にきれいな星団がある」と記録している。ニコラ・ルイ・ド・ラカーユは「小さな星が3条帯状に連なる。そして菱形をつくっている」、ジョン・ハーシェルは「主星の7等星は美しく大きい。10～11等の星の集合。一つが7等、もう一方は7～8等。」とした。これを1764年に見たシャルル・メシエは「肉眼では星のない星雲状であるが、小口径では星団と分かる」として彼のカタログに加えている。なお、ロバート・バーナム・ジュニアは、クラウディオス・プトレマイオスが隣のM7を観察中にこのM6も観察したかもしれないとしているが定かではない。